# Kuropatwa (zwyczajna)
Kuropatwa  (zwyczajna) (Perdix perdix) – gatunek średniego, osiadłego ptaka z rodziny kurowatych (Phasianidae). Zamieszkuje niemal całą Europę oraz Azję Środkową. W górach może przebywać na 2600 m n.p.m. (na Kaukazie). Wprowadzona do Ameryki Północnej. Populacja podlega znacznym wahaniom, liczebność ptaków zależy od ostrości zimy oraz pogody w czerwcu i lipcu, gdy wykluwają się pisklęta, które są bardzo wrażliwe na przemoknięcie i wychłodzenie.
W Polsce na początku XXI wieku nieliczny ptak lęgowy, głównie na niżu; lokalnie bywał średnio liczny.

## Systematyka
Wyróżniono kilka podgatunków P. perdix:
- P. p. perdix – południowa Skandynawia i Wyspy Brytyjskie do Bułgarii i Grecji.
- P. p. armoricana – zachodnia i południowa Francja.
- P. p. sphagnetorum – północno-wschodnia Holandia, północno-zachodnie Niemcy.
- P. p. hispaniensis – północno-wschodnia Portugalia i północna Hiszpania.
- P. p. italica – Włochy. Takson wymarły na wolności; planowana jest jego reintrodukcja na północy Włoch[8].
- P. p. lucida – Finlandia do Uralu i północnego Kaukazu.
- P. p. canescens – Turcja do Kaukazu i północno-zachodni Iran.
- P. p. robusta – Ural do południowo-zachodniej Syberii i północno-zachodnich Chin.

Kuropatwę introdukowano w Ameryce Północnej.		

## Morfologia

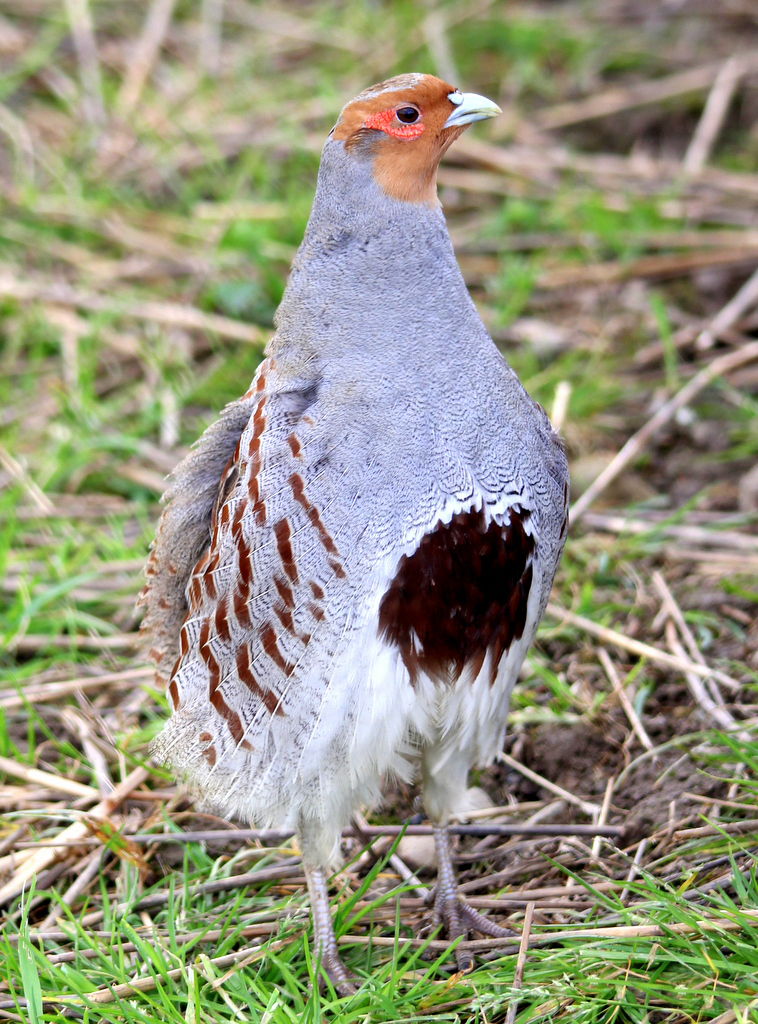
Osobnik sfotografowany w Irlandii

Cechy gatunkuSłabo zaznaczony dymorfizm płciowy. Głowa i kark oliwkowoszare, policzki rude. Wierzch ciała szarobrunatny ze słabo zaznaczonymi rdzawymi i czarnymi poprzecznymi pręgami. Na barkach i skrzydłach niewielkie podłużne białe plamy. Spód i boki ciała szare z delikatnym, falistym rysunkiem, na bokach pionowe, szerokie rdzawe pręgi. Na białym brzuchu rdzawa plama w kształcie podkowy (u samic mniej wyraźna, często niekompletna). Sterówki rdzawobrązowe, lecz środkowa para szarobrunatna. Lotki płowe z ciemnorudymi plamami. Za okiem naga, pokryta brodawkami skóra, szczególnie rzucająca się w oczy w okresie godowym.
Wymiary średnie
- Długość ciała ok. 29–31 cm[2]
- Rozpiętość skrzydeł 45–48 cm[2]
- Masa ciała ok. 310–600 g[2].

## Ekologia

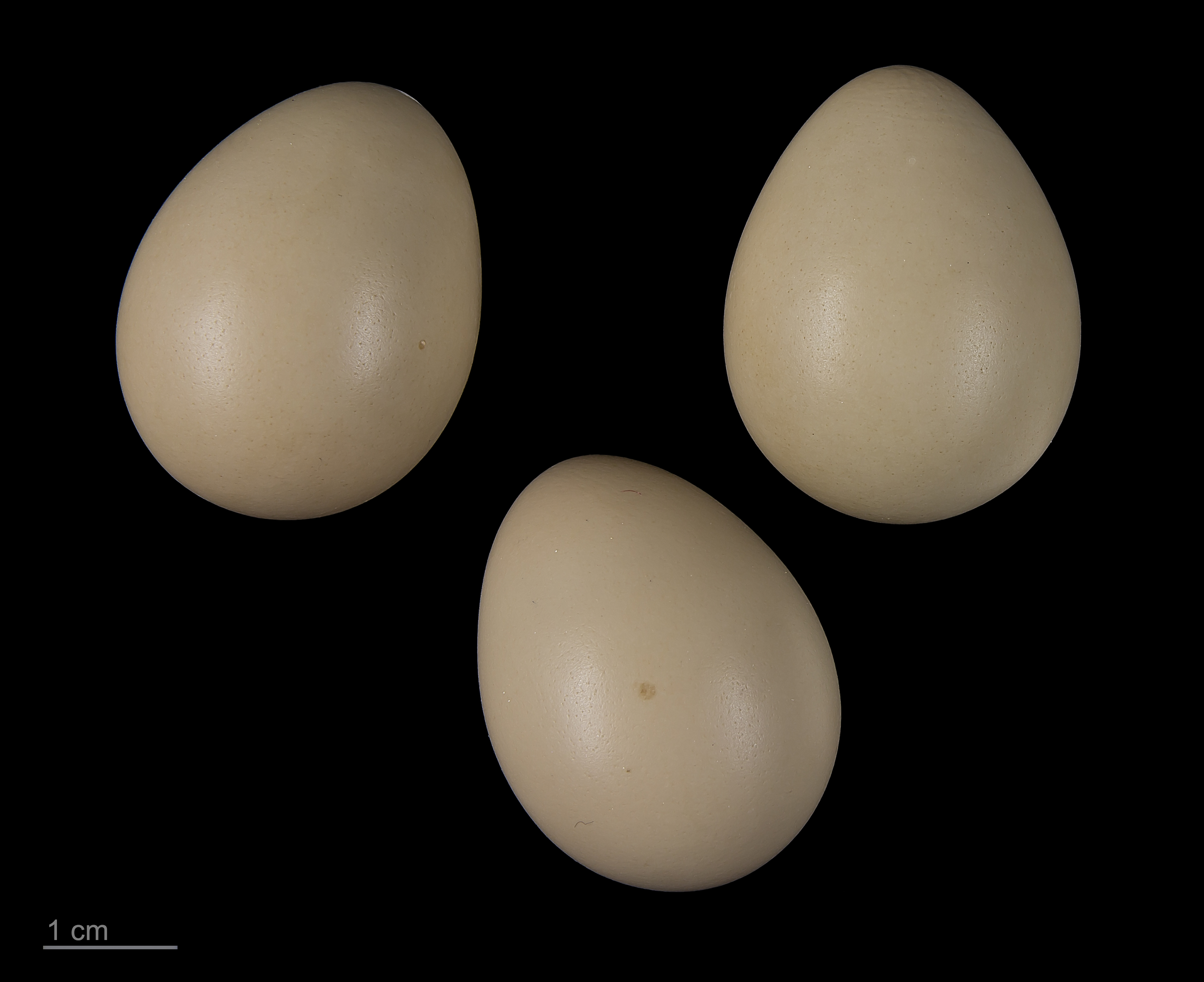
Jaja z kolekcji muzealnej

BiotopOtwarte tereny trawiaste, współcześnie w dużej mierze rolnicze (obszary upraw, łąki i pastwiska). W zimie zamieszkują podobne siedliska.
GniazdoNa ziemi, dobrze ukryte w gęstej roślinności, wyściełane liśćmi. Podczas wysiadywania w przypadku niebezpieczeństwa kuropatwa zrywa się dopiero w ostatniej chwili.

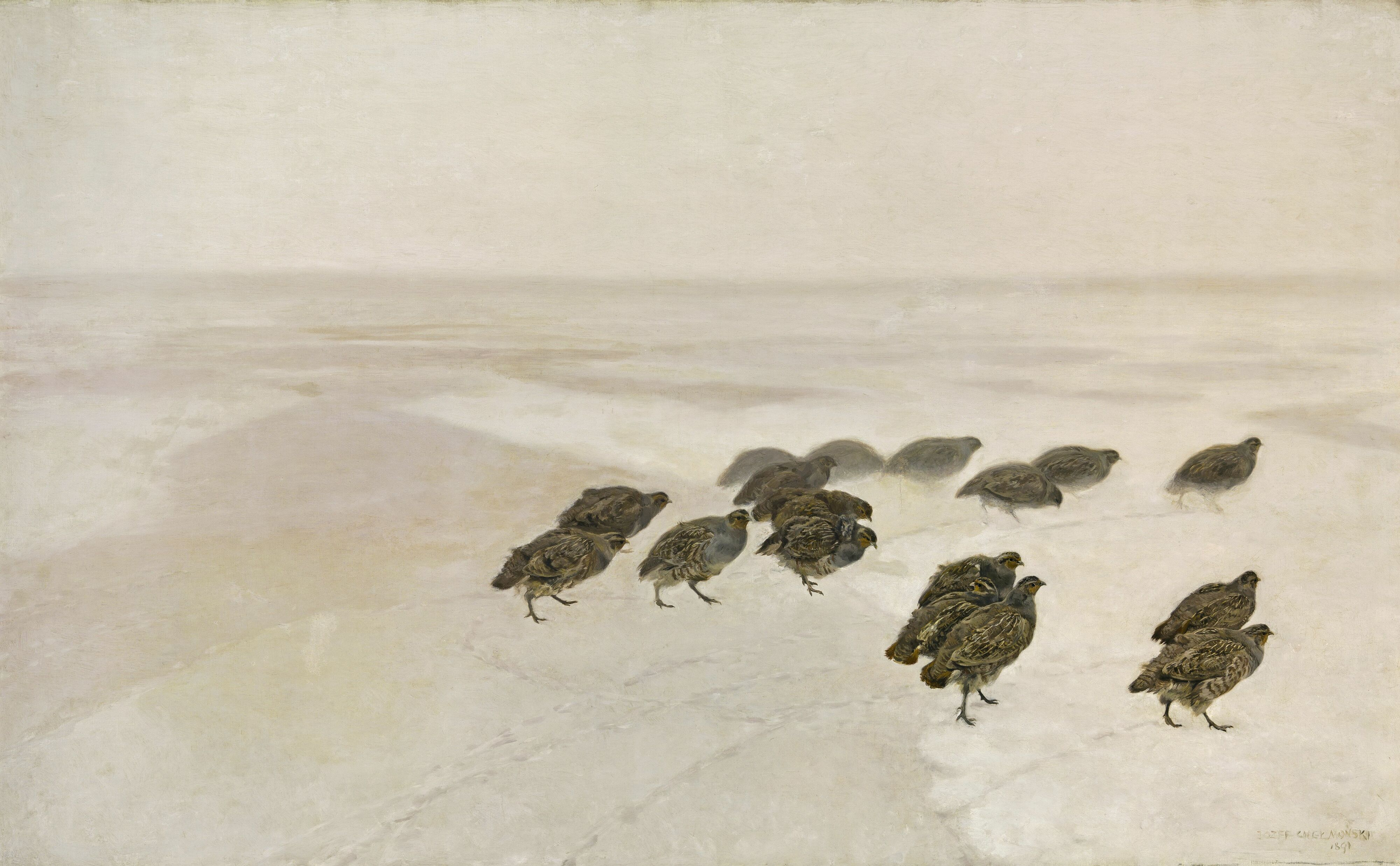
Józef Chełmoński, Kuropatwy na śniegu, 1891

JajaWyprowadza jeden lęg w roku. W kwietniu–czerwcu składa przeważnie 15–17 (ogólnie 4–24) jaj. Zdarza się, że po stracie lęgu wyprowadzany jest drugi (najpóźniej w sierpniu).
WysiadywanieJaja wysiadywane są przez okres 23–25 dni przez samicę. W wychowywaniu młodych biorą udział obydwa ptaki z pary.
Najdłużej żyjąca kuropatwa, której wiek oznaczył człowiek, miała 5 lat.
PożywieniePokarm roślinny, uzupełniany przez owady. Bezkręgowce stanowią podstawę diety piskląt.

## Status i ochrona
W Czerwonej księdze gatunków zagrożonych Międzynarodowej Unii Ochrony Przyrody kuropatwa nieprzerwanie od 1988 roku uznawana jest za gatunek najmniejszej troski (LC – Least Concern). Liczebność światowej populacji, obliczona w oparciu o szacunki organizacji BirdLife International dla Europy z 2015 roku, mieści się w przedziale 3,9–7,6 miliona dorosłych osobników. Globalny trend liczebności populacji uznawany jest za spadkowy.
Obecnie w Polsce na liście zwierząt łownych. Okres polowań na kuropatwę trwa od 11 września do 21 października, a w drodze odłowu – do 15 stycznia. Na Czerwonej liście ptaków Polski została sklasyfikowana jako gatunek najmniejszej troski (LC). W latach 2013–2018 liczebność populacji lęgowej na terenie kraju szacowano na 95–133 tysięcy par. W 2015 wskazano, że przez poprzednie 12 lat liczebność kuropatwy w Polsce malała.

## Filatelistyka
Poczta Polska wyemitowała 28 lutego 1970 r. znaczek pocztowy przedstawiający parę kuropatw o nominale 7 zł, w serii Ptaki łowne. Druk w technice offsetowej na papierze kredowym. Autorem projektu znaczka był Jerzy Desselberger. Znaczek pozostawał w obiegu do 31 grudnia 1994 roku.